# Dehaasia arunachalensis
Dehaasia arunachalensis är en lagerväxtart som beskrevs av Mohan Gangopadhyay. Dehaasia arunachalensis ingår i släktet Dehaasia och familjen lagerväxter. Inga underarter finns listade i Catalogue of Life.